# Knudseje
Knudseje (Knudseie) er en herregård beliggende Knudsejevej ved Voers Å i Skæve Sogn, Dronninglund Herred, Hjørring Amt, nu Frederikshavn Kommune.
Knudseje var i 1500 tallet en bondegård, der i 1578 af Kronen blev mageskiftet til rigsråd og rigsadmiral Peder Munk (Lange) (død 1623) til Estvadgård. I 1648 ejedes gården af Fru. Margrethe Ottesdatter Marsvin (død 1650), enke efter rigsmarsken Hr. Jørgen Urne (død 1642) til Alslev og Næs, hun pantsatte den til Fru. Birgitte Lindenov (død 1648), som var enke efter rigsråden Otte Christensen Skeel (død 1634) til Bangsbo og Hammelmose. Datteren Dorthe Urne (død 1699) senere gift med Holger Mormand (død 1705) til Esperød, skal i 1655 have solgt Knudseje til Erik Hvas, men muligvis er Hvas en skrivefejl for Kaas, idet Erik Nielsen Kaas(Sparre-Kaas) til Rævskærgård og Aggersborg skrev sig i 1656 til gården, som han omkring 1655 ved tilkøb af bøndergods indrettede til en adelig sædegård (6½ tdr. Hartk.), han skødede i 1662 Knudseje med mølle, to gårde med videre til ridefogeden på Odden Eiler Eilersen Holm, hvilket dog ikke opretholdes, idet Erik Kaas igen i 1663 skødede gården til Otte Christensen Skeel (død 1695) til Vallø, der synes at have ejet den i 1669; også denne handel må dog været gået tilbage; thi først i 1675 fik daværende forvalter på Stensbæk Eiler Eilersen Holm af Erik Kaas endeligt skøde på gården og en del fæstegods, han afstod den i 1677 til Otte Ottesen Skeel (død 1696) til Birkelse , han bortforlenede i 1696 på livstid Knudseje (1688: 13,83 tdr. hartk. med 122,8 tdr. land under plov) og Dybvad Hovedgård til sin broderdatter Ide Sophie Albretsdatter Skeel (død 1704), gift med Christian Reedtz til Børglum kloster (død på Knudseje i stor fattigdom). I den følgende tid havde Knudseje fælles ejer med Dybvad Hovedgård.
Hovedbygningens syd- og østlænge er opført 1710 og senere og ombygget ca. 1800. Hovedbygningen blev fredet 1939, og fredningen blev i 2003 udvidet med gårdmuren med piller (ca. 1800), rækken af lindetræer syd herfor og de bevarede stenbelægninger på gårdspladsen langs syd- og østfløjen.

## Ejere af Knudseje
- 1578 Peder Munk
- 1648 Margrethe Ottesdatter Marsvin
- 1656 Erik Nielsen Kaas
- 1662 Eiler Eilersen Holm
- 1663 Otte Christensen Skeel
- 1675 Eiler Eilersen Holm
- 1677-1823 ejere som Dybvad Hovedgård
- 1823 Carsten Andreas Færch
- 1838 Jørgen Gleerup
- 1854 Christiane Gleerup f. Schunck
- 1859 Claus Tommerup Henrichsen
- 1875 Frederik Henckel
- 1888 Johs Frederik Henckel
- 1891 P. Christensen Kalum
- 1898 C. Petersen
- 1898 Christian Hartmann
- 1909 Th. Sørensen
- 1912 Hjørring Amts Udstykningsforretning
- 1912 Lars Larsen
- 1955 C.C.Jensen
- 1962 V. Dige Pedersen